# 多态尾孢虫
多态尾孢虫（学名：Henneguya multimorpha）为尾孢科尾孢虫属的动物。在中国，分布于天津等，营寄生生活，寄生在矛尾刺虾虎鱼的鳃。